# San Juan (trò chơi)
San Juan is là một trò chơi thẻ bài được Andreas Seyfarth thiết kế và được Alea xuất bản năm 2004 bằng tiếng Đức và được Rio Grande Games xuất bản bằng tiếng Anh. Trò chơi này được kế thừa từ trò chơi trên bàn Puerto Rico, và lấy tên từ San Juan, thủ đô của Puerto Rico.
Trò chơi sử dụng một bộ 110 thẻ bài và cho phép từ 2 đến 4 người chơi. Mục đích của trò chơi là tối đa số điểm chiến thắng bằng cách tạo ra các công trình và sản xuất các hàng hóa.
Cấu trúc của San Juan bắt chước hầu hết cấu trúc của trò chơi Puerto Rico, trong đó người chơi tích lũy điểm chiến thắng bằng cách tạo các công trình, mỗi công trình đặc thù có một khả năng riêng, đồng thời với việc sản xuất và buôn bán hàng hóa. Người chơi tuần tự theo lượt chọn vai trò mình sẽ thực hiện trong lượt chơi, đồng thời được hưởng lợi thế tương ứng của vai trò này. 